# مالكوم كاميرون (عالم حشرات)
مالكوم كاميرون هو عالم حشرات بلجيكي، ولد في 1873، وتوفي في 31 أكتوبر 1954.